# 明斯克號大型登陸艦
明斯克號大型登陸艦（俄语：Минск），為俄羅斯海軍屬下的一艘775型大型登陸艦（北約代號：蟾蜍級）。該艦自1983年入役以來，一直隸屬於波羅的海艦隊的第71登陸艦旅。

## 歷史
「明斯克號」為775/II型大型登陸艦中的第六艘同型艦，訂單編號為775/18，於波蘭格但斯克北方造船廠建造，具體起造及下水時間不詳。
此艦於1983年5月30日入役蘇聯海軍，隸屬波羅的海艦隊，並於同年7月加入第71登陸艦旅，初時編號為БДК-43，而舷號為135。而在1987年和1990年，其舷號曾兩度更改為105和127，當中後者沿用至今；另外，自2000年9月16日起，БДК-43正式命名為「明斯克號」，為俄軍第二代同名艦艇。
2004年，「明斯克號」曾前往英國普利茅夫進行非正式訪問。及後，該艦曾五度參與俄羅斯海軍日閱兵，並於2005年參與二戰紀念巡遊。
而自2013年起，「明斯克號」曾數度進入地中海巡航，當中在2017-18年間曾巡航長達7個月。2022年初，此艦在前赴敘利亞塔尔图斯軍港停靠後，並未有返回母港，而是與另外最少五艘俄艦一併進入黑海，為即將爆發的侵略戰爭作增援。
2023年9月13日凌晨，烏克蘭軍隊向塞瓦斯托波尔海军基地發動第二次突襲。當中，在該基地船塢進行簡單檢修的「明斯克號」亦被暴風影導彈擊中。事後，此艦前方機炮、艦橋及煙囪均告受損，另船體亦受破壞及傾側。